# 莫斯巴赫河 (貝森巴赫河支流)
49°57′42.52″N 9°14′43.39″E / 49.9618111°N 9.2453861°E

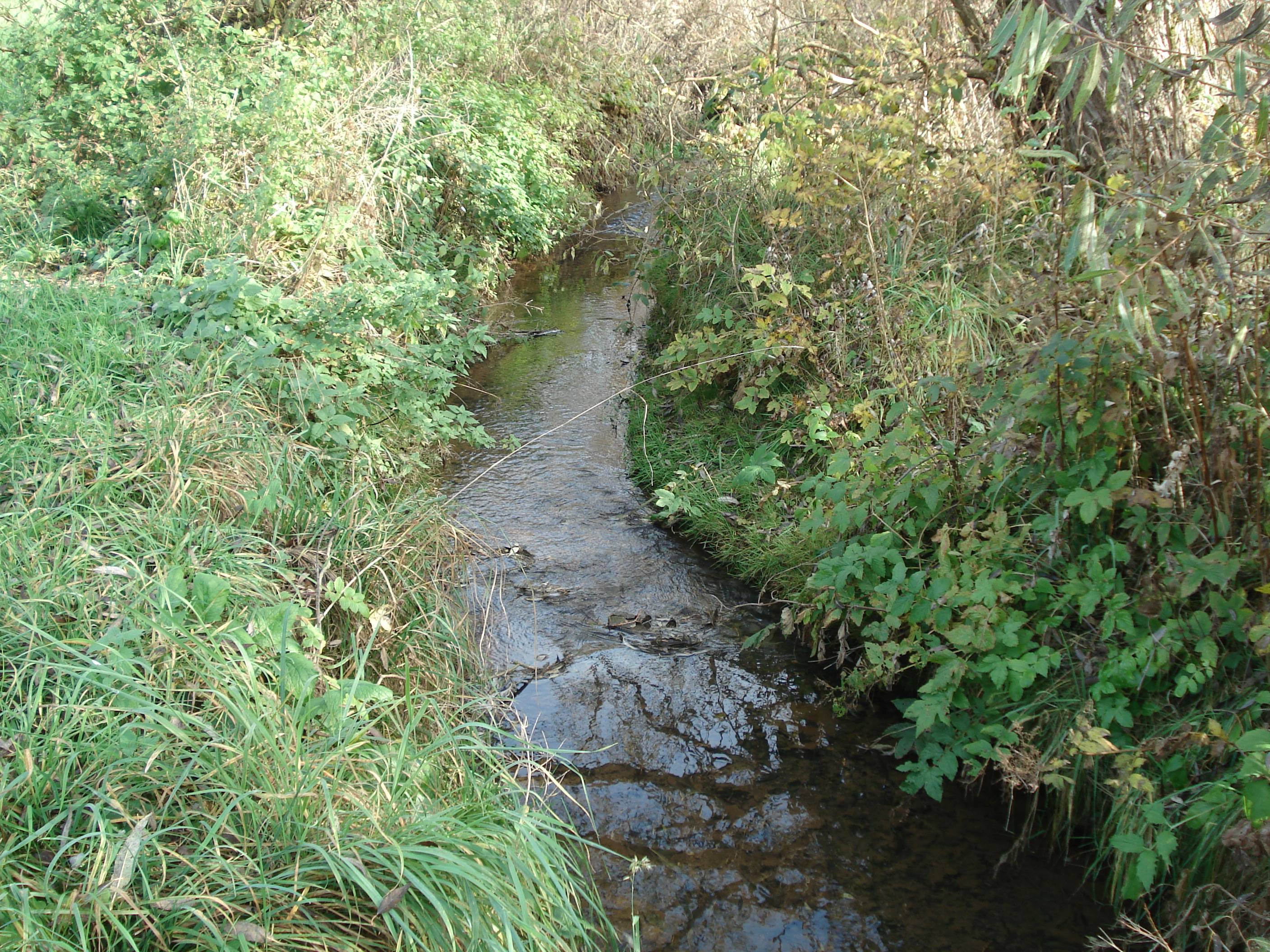

莫斯巴赫河（德語：Morsbach），是德國的河流，位於該國東南部，由巴伐利亞負責管轄，屬於貝森巴赫河的左支流，河道全長2.1公里，流域面積5.2平方公里。